# Seznam občin italijanske dežele Bazilikata
Seznam občin italijanske dežele Bazilikata.

## Pokrajina Matera
A
Accettura - Aliano
B
Bernalda
C
Calciano - Cirigliano - Colobraro - Craco
F
Ferrandina
G
Garaguso - Gorgoglione - Grassano - Grottole
I
Irsina
M
Matera - Miglionico - Montalbano Jonico - Montescaglioso
N
Nova Siri
O
Oliveto Lucano
P
Pisticci - Policoro - Pomarico
R
Rotondella
S
Salandra - San Giorgio Lucano - San Mauro Forte - Scanzano Jonico - Stigliano
T
Tricarico - Tursi
V
Valsinni

## Pokrajina Potenza
A
Abriola - Acerenza - Albano di Lucania - Anzi - Armento - Atella - Avigliano
B
Balvano - Banzi - Baragiano - Barile - Bella - Brienza - Brindisi Montagna
C
Calvello - Calvera - Campomaggiore - Cancellara - Carbone - Castelgrande - Castelluccio Inferiore - Castelluccio Superiore - Castelmezzano - Castelsaraceno - Castronuovo di Sant'Andrea - Cersosimo - Chiaromonte - Corleto Perticara
E
Episcopia
F
Fardella - Filiano - Forenza - Francavilla in Sinni
G
Gallicchio - Genzano di Lucania - Ginestra - Grumento Nova - Guardia Perticara
L
Lagonegro - Latronico - Laurenzana - Lauria - Lavello
M
Maratea - Marsico Nuovo - Marsicovetere - Maschito - Melfi - Missanello - Moliterno - Montemilone - Montemurro - Muro Lucano
N
Nemoli - Noepoli
O
Oppido Lucano
P
Palazzo San Gervasio - Paterno - Pescopagano - Picerno - Pietragalla - Pietrapertosa - Pignola - Potenza
R
Rapolla - Rapone - Rionero in Vulture - Ripacandida - Rivello - Roccanova - Rotonda - Ruoti - Ruvo del Monte
S
San Chirico Nuovo - San Chirico Raparo - San Costantino Albanese - San Fele - San Martino d'Agri - San Paolo Albanese - San Severino Lucano - Sant'Angelo Le Fratte - Sant'Arcangelo - Sarconi - Sasso di Castalda - Satriano di Lucania - Savoia di Lucania - Senise - Spinoso
T
Teana - Terranova di Pollino - Tito - Tolve - Tramutola - Trecchina - Trivigno
V
Vaglio Basilicata - Venosa - Vietri di Potenza - Viggianello - Viggiano